# Baía Biscayne
Baía Biscayne (em inglês:  Biscayne Bay) é uma laguna, chamada informalmente de baía, no estado da Flórida, Estados Unidos. Na porção norte da laguna localizam-se as cidades de Miami e Miami Beach.